# Isonzó
Az Isonzó (szlovénül Soča, IPA: ˈsoːtʃa; olaszul:  Isonzo IPA: iˈzontso; friuli nyelven: Lusinç, németül: Sontig, latinul: Aesontius vagy Isontius) folyó Szlovéniában és Olaszországban.

## Földrajza
A Júliai-Alpokban, a Trenta-völgyben ered, 1100 m-es magasságban. A forrás ismert turistalátványosság. Dél felé folyik Bovec, Kobarid, Tolmin, Nova Gorica és Gorizia városokon keresztül, majd Monfalconétól 5 km-re délre ömlik az Adriai-tengerbe.

## Története
Az első világháború alatt 1915-től 1917-ig, itt vívták a híres isonzói csatákat, szám szerint tizenkettőt. A magyar áldozatok számát 300 000-re becsülik, főként felvidéki, erdélyi, partiumi és kárpátaljai hadosztályok veszteségeként.

## Érdekességek
Az Isonzó felső folyásán őshonos a márvány pisztráng (Salmo trutta marmoratus). Miután a két háború között más pisztrángfajtákat is telepítettek a folyóba, veszélybe került életterük.
Az Isonzó Európa egyik legszebb vadvize, és talán a földkerekség egyetlen folyója, amely teljes hosszán csodálatos smaragdzöld színben pompázik. A folyó felső szakasza egyike Európa eredeti, természetes állapotban megőrzött folyóvizeinek. 
Hőmérséklete az időjárástól és a vízhozamtól függően 8–14°C, vízhozama (Bovec mellett, Log Čezsočánál mérve) 15-50 m³/s, az átlagos vízmélysége 120 cm.
A folyó népszerű a vadvízi sportok kedvelőinél: nyáron gumitutajosok (rafting), kajakosok ezrei vágnak neki a nagy kalandnak – leereszkednek a gyors, helyenként tajtékzó és cseppet sem veszélytelen folyón.

## Képek

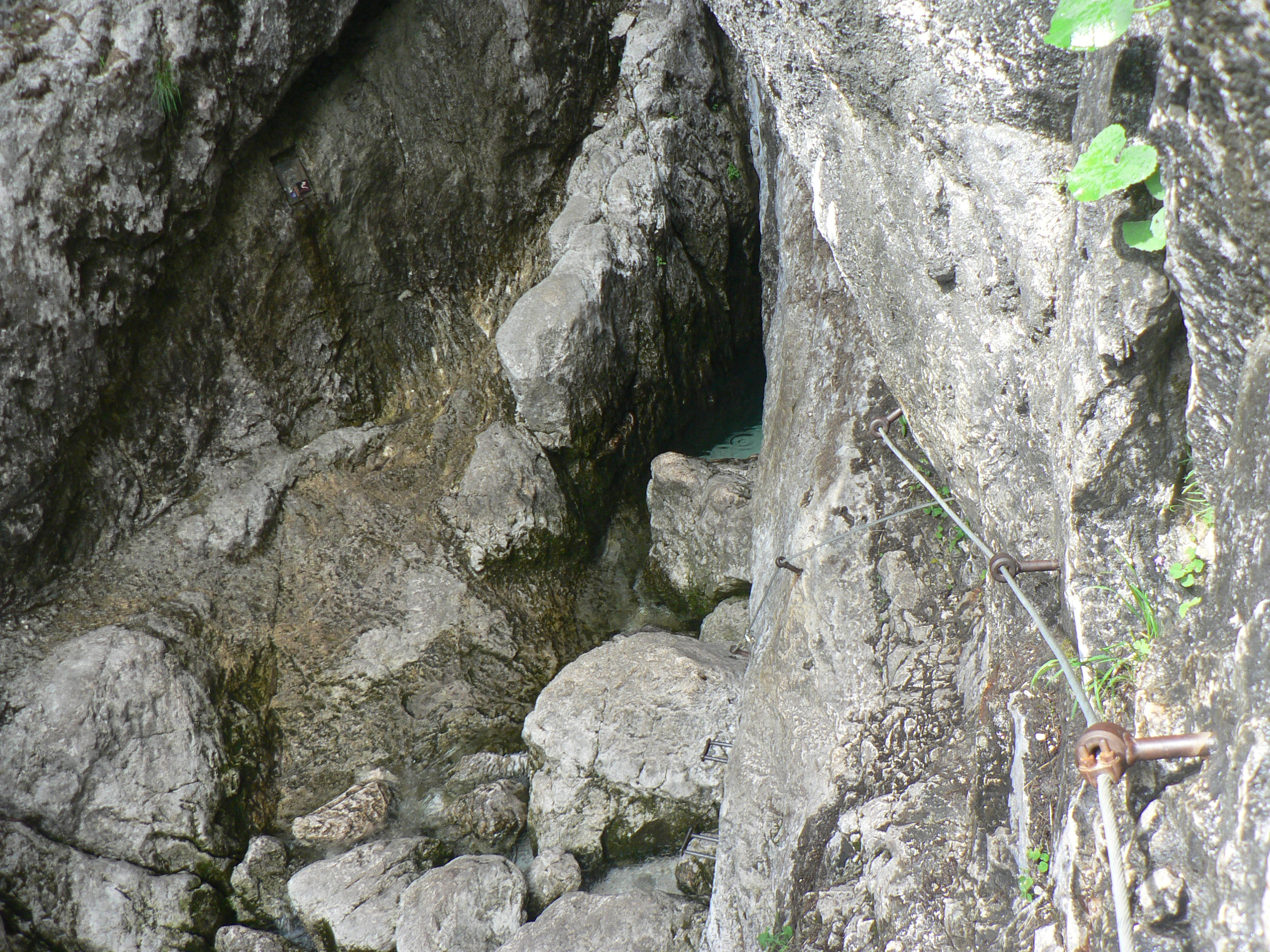
Az Isonzó forrása
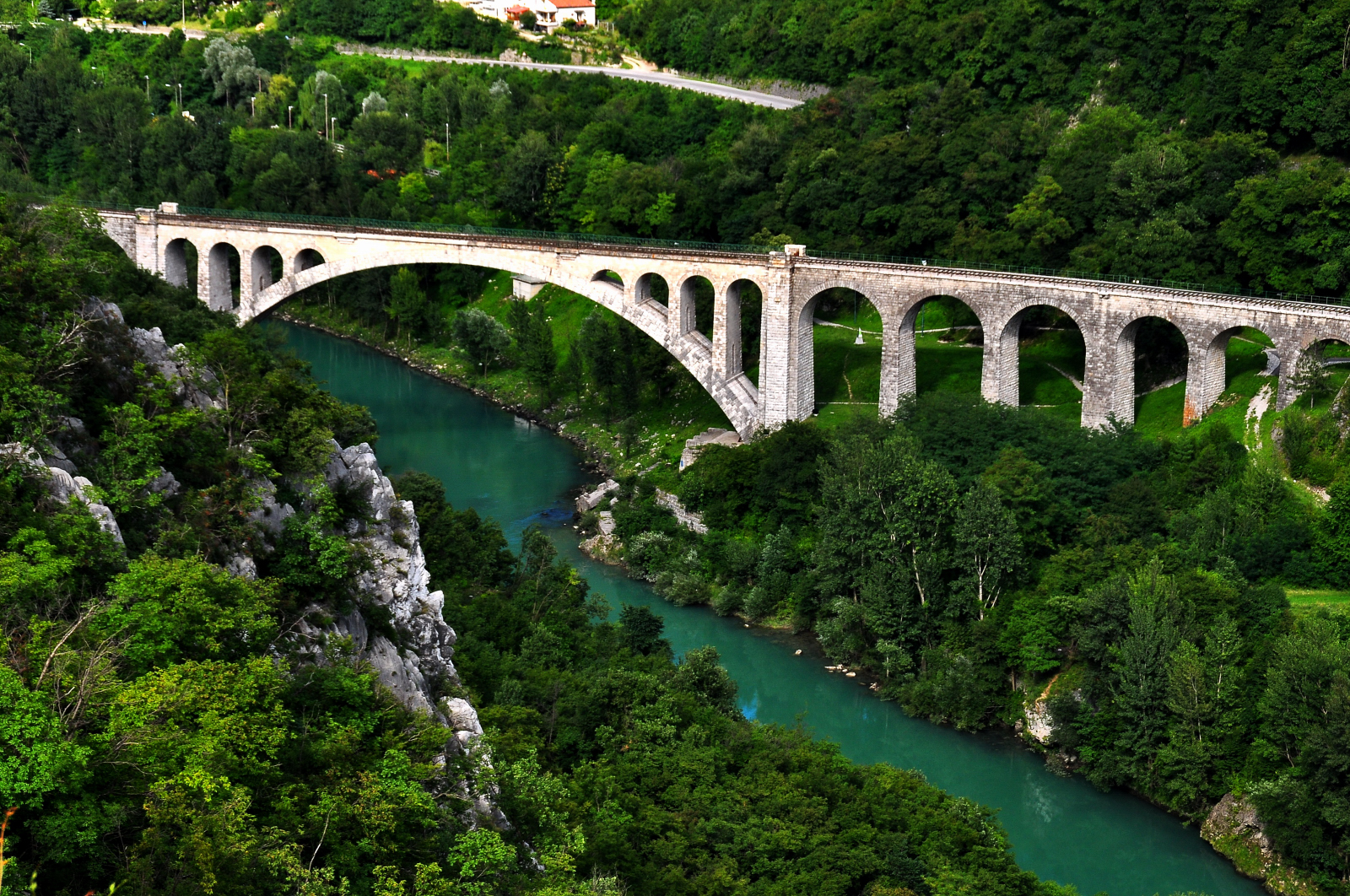
Vasúti híd Nova Gorica közelében
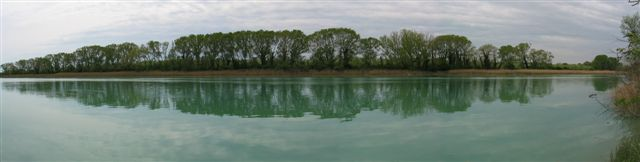
Az Isonzó alsó folyása (Isola di Cane, Olaszország)
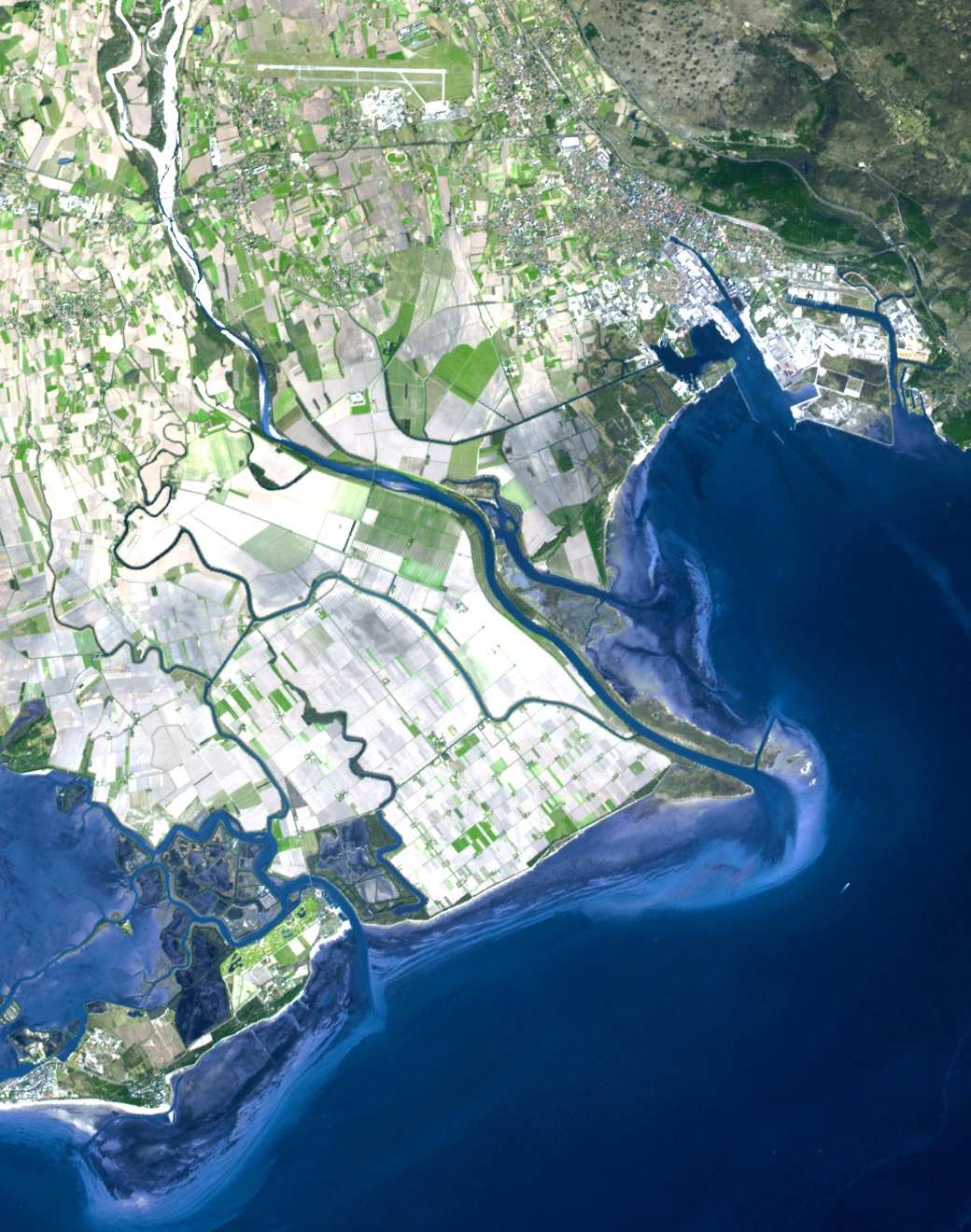
Az Isonzó torkolata egy műholdképen